# 南アフリカ鉄道NG G16型蒸気機関車
NG G16形は、南アフリカ鉄道が1937年から1968年にかけて軌間2フィートのAvontuur鉄道路線に34両を導入した車輪配置2-6-2+2-6-2のガーラット式連接蒸気機関車である。

## 製造会社
1927年の南アフリカ鉄道によるNG G13形狭軌ガーラット式の成功は同様の設計の狭軌用機関車の更なる導入を導いた。31年間以上に渡り3社から5回にわたり総計34両の車輪配置2-6-2+2-6-2「ダブルプレイリー」の機関車が製造された。

### コッカリル社
1937年にベルギーのセランのジョン・コッカリル社によって納入された車両番号85から88があてがわれた4両の機関車は旧式の機関車と似ていたので当初クラス NG G13として分類された。しかしながら軸箱にローラーベアリングと急曲線通過の為の横移動を許容するゲルスドルフ式機構の為の内部車輪式先台車を備えた点がクラス NG G13との外観上の特徴で、間もなくクラス NG G16として再分類された。。
これらの初期のクラス NG G13のような戦前の機関車は炭水車がリベットで接合され、水タンクの上部の曲線半径が大きい。

### ベイヤー,ピーコック
2次発注の8両の機関車は1939年ベイヤー・ピーコックから納入され、109から116の車両番号があてがわれた。
3次発注は1951年にさらに7両が再びベイヤーピーコックに発注され、車両番号125から131があてがわれた。これらは炭水車が溶接による接合で水タンクの上部の側面が丸く、その間の上部が平らである。
4次発注は7両で車両番号は137から143があてがわれ、ベイヤーピーコックによる最後の蒸気機関車で南西アフリカ(SWA)のツメブ銅会社の仕様による発注と製造だった。それらは機構的に初期のクラス NG G16と似ていたが石炭と水の積載量が増えた。これらの機関車は前部の水の積載量が増したが、後部の炭水車には水は積載ぜず石炭の積載量を増やす為に使われた。計画ではナミブ砂漠を横断する為に水タンクを増設し軌間1067ｍｍのクラス GM やクラス GMAMとして検討された。
しかしながら機関車の製造中に全てのSWA狭軌路線を軌間1067ｍｍに改軌する決定が下された。新しい機関車は1958年に直接SARに納入された。
南アフリカの給水所の間隔は短かったので AvontuurとNatal線では水槽車は不要だった。

### ハンスレット-テイラー
最後の発注は1967年に車両番号149から156があてがわれた8両でSARによって発注された最後の新製蒸気機関車だった。海外の製造会社はどこからもそれらを入手できなかったのでトランスバールのガーミストンのハンスレット-テイラー社によって製造され、使用されるボイラーは海外の親会社であるハンスレット機関車会社によって製造された。1967年から1968年にかけて製造され、これらの機関車はツメブ社向けに同様の拡大された前部の水タンクを備えたが後部の炭水車は1951年発注の機関車と同様の石炭と水を積載するものだった。

## 運用

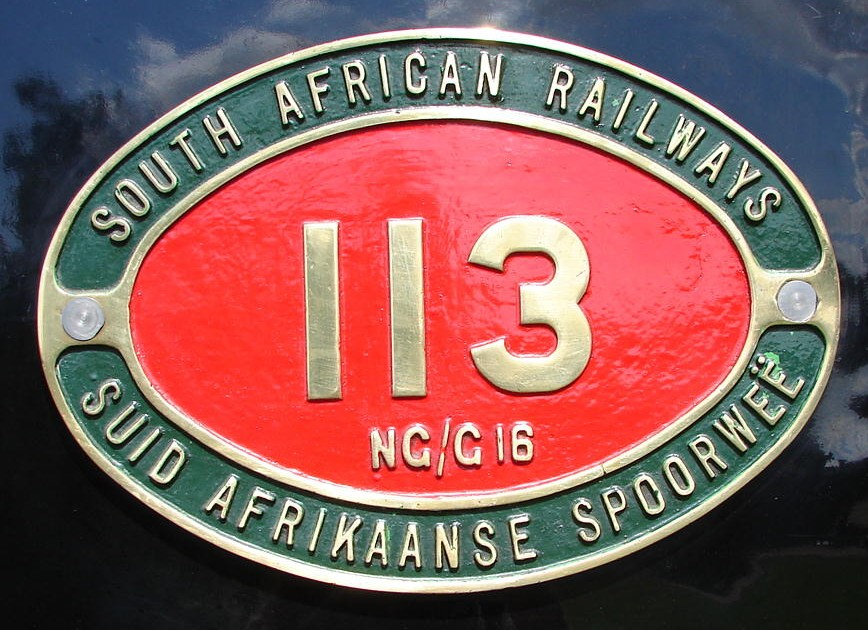

コッカリル製の85から88号機は大半の運用期間をNatal線で過ごした。
SARによって発注されたベイヤーピーコックの機関車である109から116と125から131号機はNatalとAvontuur線で運用された。
ツメブ銅会社によって発注された7輌のベイヤーピーコックの機関車である137から143号機は当初はUmzinto、Port ShepstoneとAvontuur線で運用されたが3輌はLangkloofへNatalと同様に移送された。
ハンスレット-テイラーの149から156号機は1968年にNatalのHardingとDonnybrook支線で運用された。

## 近代化改修機 NG G16A
4路線のNatal狭軌がSARによって廃止され、WeenenとMid Illovo線は増加したがHarding線はAlfred County鉄道 (ACR)として民営化された。
鉄道の競争力を維持するためにACRのクラス NG G16 機関車はクラス 26 Red Devilと類似の技術を導入して再度組み立てられた。ガス生成燃焼システム (GPCS)、lempor排気装置、と改良型火の粉飛散防止装置、軽量ピストン弁、改良型弁機構と機械的潤滑装置が導入された。2輌の機関車はクラス NG G16Aとして1989年に141号機、1990年に155号機に再分類された。
比較試験において従来のNG G16と比較して141号機の燃料の節約は25%に達し通常の運行における整備が容易だった。改造費用は12ヶ月で償却しNG G17の開発につながったが道路網の拡大により輸送量が減少した為に実現しなかった。

## 保存機
SARでの引退以来複数の機関車が個人に売却され、運用可能な状態に維持されていて、2012年時点において3両が今尚運転(または復元)されている。

### ウェルシュ・ハイランド鉄道
イギリスのウェルシュ・ハイランド鉄道は4両のNG G16を所有し1両は他の3両の運行を維持する為の部品取り用である。これらの3両の機関車はコッカリル社の87号とベイヤーピーコックの138号と143号で良好な状態で製造時の状態で維持されている。

### パッフィングビリー鉄道
オーストラリアのパッフィンビリー鉄道(PBR)ではNG G16 129号機が軌間2'6"へ改軌され、ヴィクトリア鉄道Gクラス ガーラット G42の予備機として運用される。129号機は次回のG42の分解整備期間中に代替として運用される予定である。129号機は複数の必要な部品の製造に直面しており、2012年初頭にPBRは同様にNG G16 127号機を部品確保を目的として購入した。これにより復元計画は大幅に簡略化され、さらに2輌目のNG G16の復元も予定される。

### 状況
2012年初頭において消息が知られている全てのNG G16機関車を以下の一覧に示す。
| 番号 | 製造                  | 国               | 場所                                     | 備考 |
| ---- | --------------------- | ---------------- | ---------------------------------------- | --- |
| 85   | コッカリル            | 南アフリカ共和国 | Sandstone Estates                        | Alfred County 鉄道から購入、復元されず |
| 86   | コッカリル            | 南アフリカ共和国 | Sandstone Estates                        | Alfred County 鉄道から購入、復元されず |
| 87   | コッカリル            | ウェールズ       | ウェルシュ・ハイランド鉄道               | Exmoor蒸気鉄道から購入。現在はWHRで運行中 |
| 88   | コッカリル            | 南アフリカ共和国 | Sandstone Estates                        | 運行中 |
| 109  | ベイヤー・ピーコック  | ウェールズ       | ウェルシュ・ハイランド鉄道               | 2009年にPete Waterman Trustによって購入され、将来はWHRで運行予定 イギリス政府の里帰り計画が失敗した後、Pete Watermanは2014年5月にLNWR EngineeringからJeremy Hoskingへ売却して全ての部品はDinas駅へ移された。 |
| 110  | ベイヤー・ピーコック  | 南アフリカ共和国 | Sandstone Estates                        | 復元されず |
| 111  | ベイヤー・ピーコック  | 南アフリカ共和国 | ゴールド・リーフ・シティ, ヨハネスブルグ | |
| 112  | ベイヤー・ピーコック  | 南アフリカ共和国 | Century City                             | Sandstone Estatesから貸借 |
| 113  | ベイヤー・ピーコック  | 南アフリカ共和国 | Sandstone Estates                        | 運行中 |
| 114  | ベイヤー・ピーコック  | 南アフリカ共和国 | Paddock, クワズール・ナタール州          | Transnet Heritage基金が保管中 |
| 115  | ベイヤー・ピーコック  | イングランド     | Exmoor蒸気鉄道                           | 保管中 |
| 116  | ベイヤー・ピーコック  | 南アフリカ共和国 | Sandstone Estates                        | アメリカ人のJohn Middletonが所有 |
| 125  | ベイヤー・ピーコック  | 南アフリカ共和国 | Paddock, クワズール・ナタール州          | Transnet Heritage基金が保管中 |
| 126  | ベイヤー・ピーコック  | 南アフリカ共和国 | Paddock, クワズール・ナタール州          | Transnet Heritage基金が保管中 |
| 127  | ベイヤー・ピーコック  | 南アフリカ共和国 | Port Shepstone                           | 以前はBanana Expressで使用され、2012年初頭にパッフィンビリー鉄道によって購入され、オーストラリアへ輸送された。                                                                                               |
| 128  | ベイヤー・ピーコック  | 南アフリカ共和国 | Sandstone Estates                        | 復元されず |
| 129  | ベイヤー・ピーコック  | オーストラリア   | パッフィンビリー鉄道                     | 分解整備と軌間 2'6"へ改軌 |
| 130  | ベイヤー・ピーコック  | ウェールズ       | ウェルシュ・ハイランド鉄道               | Exmoor蒸気鉄道から復元して当初はWHRで運行するために蒸気動力サービス(Peter Best)が購入 |
| 131  | ベイヤー・ピーコック  | 南アフリカ共和国 | Avontuur鉄道                             | 運用中 |
| 137  | ベイヤー・ピーコック  | 南アフリカ共和国 | Sandstone Estates                        | Alfred County 鉄道から購入、復元されず |
| 138  | ベイヤー・ピーコック  | ウェールズ       | ウェルシュ・ハイランド鉄道               | ウェルシュ・ハイランド鉄道で運行 |
| 139  | ベイヤー・ピーコック  | 南アフリカ共和国 | Port Shepstone                           | 復元中 |
| 140  | ベイヤー・ピーコック  | ウェールズ       | ウェルシュ・ハイランド鉄道               | WHRで138号機と143号機の運転継続のための部品取り用として |
| 141  | ベイヤー・ピーコック  | 南アフリカ共和国 | Sandstone Estates                        | NG G16Aに再組み立てされた。個人によって復元作業中 |
| 142  | ベイヤー・ピーコック  | 南アフリカ共和国 | Port Shepstone                           | 保管中 |
| 143  | ベイヤー・ピーコック  | ウェールズ       | ウェルシュ・ハイランド鉄道               | 運行中、2010-2011年に分解整備。ベイヤー・ピーコック製の最後のガーラット. |
| 149  | ハンスレット-テイラー | 南アフリカ共和国 | Paddock, クワズール・ナタール州          | 保管中 |
| 150  | ハンスレット-テイラー | 南アフリカ共和国 | Sandstone Estates                        | Alfred County 鉄道から購入、復元されず |
| 151  | ハンスレット-テイラー | 南アフリカ共和国 | Paddock, クワズール・ナタール州          | 保管中 |
| 152  | ハンスレット-テイラー | 南アフリカ共和国 | Sandstone Estates                        | Alfred County 鉄道から購入、復元されず |
| 153  | ハンスレット-テイラー | 南アフリカ共和国 | Sandstone Estates                        | 運行中 |
| 154  | ハンスレット-テイラー | 南アフリカ共和国 | Humewood Station, ポート・エリザベス     | Transnet Heritage 基金によって分解、2011年8月に解体 |
| 155  | ハンスレット-テイラー | 南アフリカ共和国 | Sandstone Estates                        | NG G16Aへ再組み立て、復元されず |
| 156  | ハンスレット-テイラー | 南アフリカ共和国 | Paddock, クワズール・ナタール州          | 保管中 |

## 写真
NG G16には多様な型がある。
|  |  |  |

|  |  |  |